# Miki Matsubara
Miki Matsubara (em japonês 松原 みき; Kishiwada, 28 de novembro de 1959 – Sakai, 7 de outubro de 2004) foi uma cantora e compositora japonesa.
Matsubara é conhecida principalmente como cantora pop por alguns hits como "Mayonaka no Door", "Neat na gogo san-ji", entre outros. Durante sua carreira, ela lançou 16 singles, 9 álbuns originais. Apesar de seu trabalho ser principalmente doméstico, ela é bem conhecida fora do Japão como cantora e compositora de animes. Ela também teve um trabalho internacional com os músicos da Motown, Dr.STRUT em Los Angeles (gravações do álbum para "Cupid"), Tóquio e Osaka (concertos Hall), mais tarde lançando um álbum de capa de jazz intitulado "BLUE EYES".
Matsubara foi diagnosticada com câncer do colo do útero em 2001, e interrompeu todas as atividades musicais para combater a doença, mas em 7 de outubro de 2004, morreu aos 44 anos devido a complicações da doença.

## Discografia

### Álbuns de estúdio
- [21 de janeiro de 1980] POCKET PARK
- [21 de setembro de 1980] Who are you?
- [21 de abril de 1981] -Cupid-
- [21 de março de 1982] Myself
- [5 de dezembro de 1982] Aya (彩)
- [21 de setembro de 1983] REVUE
- [21 de maio de 1984] Cool Cut
- [21 de junho de 1985] LADY BOUNCE
- [21 de maio de 1988] WiNK

### Álbum cover
- [21 de outubro de 1984] BLUE EYES

### Singles
- [5 de novembro de 1979] Mayonaka no Door ~Stay With Me (真夜中のドア～Stay With Me)
- [5 de dezembro de 1979] Ai wa Energy (愛はエネルギー)
- [21 de abril de 1980] Hello Today (ハロー・トゥデイ～Hello Today)
- [5 de setembro de 1980] Aitsu no Brown Shoes (あいつのブラウンシューズ)
- [5 de fevereiro de 1981] Neat na Gogo Sanji (ニートな午後3時)
- [5 de julho de 1981] Shiawase ni Bonsoir/ Bonsoir L'amour (倖せにボンソワール Bonsoir L'amour)
- [5 de dezembro de 1981] Jazzy Night
- [21 de fevereiro de 1982] SEE-SAW LOVE
- [21 de setembro de 1982] Yogen (予言)
- [25 de abril de 1983] Paradise Beach (Sophie no Theme) (Paradise Beach（ソフィーのテーマ）)
- [21 de setembro de 1983] Sweet Surrender (Sweet サレンダー)
- [21 de maio de 1984] Knock, Knock, My Heart
- [21 de junho de 1985] Koisuru Season ~Irokoi koi~ (恋するセゾン ～色恋来い～)
- [21 de fevereiro de 1987] SAFARI EYES (サファリ アイズ SAFARI EYES)
- [21 de maio de 1988] IN THE ROOM
- [21 de janeiro de 1991] THE WINNER